# زمردماهی خرد
زمردماهی خُرد (نام علمی: Minilabrus striatus) نام یک گونه از خانواده زمردماهیان است.